# Maleján (kommunhuvudort)
Maleján är en kommunhuvudort i Spanien.   Den ligger i provinsen Provincia de Zaragoza och regionen Aragonien, i den nordöstra delen av landet, 240 km nordost om huvudstaden Madrid. Maleján ligger 470 meter över havet och antalet invånare är 284.
Terrängen runt Maleján är kuperad västerut, men österut är den platt. Terrängen runt Maleján sluttar österut. Runt Maleján är det glesbefolkat, med 11 invånare per kvadratkilometer. Närmaste större samhälle är Borja, 1,5 km nordost om Maleján. Trakten runt Maleján består till största delen av jordbruksmark.